# 关谷断层
关谷断层（日语：関谷断層）是一条位于日本栃木县北部的断层，也被称为关谷构造线。该断层是栃木县境内最长的活断层，全长约38千米。

## 概况
关谷断层位于日本栃木县北部的那须岳西麓，南起盐谷町，北至那须町，全长约38千米，倾角约为15°至40°。其西侧相对于东侧更偏向于拥有逆断层的构造，平均上下变位速度为1至2米每千年。根据地震调查研究推进本部地震调查委员会的推测，关谷断层每2600年至4100年左右便会发生一次7.5级程度的地震。除此之外，关谷断层是23个关东地方中可能会发生烈度5强地震的活断层之一。

## 研究历史
日本当局在1995年阪神淡路大地震中吸取经验教训，为了加强防震措施，共挑选出98个可能的活动断层带，其中就包括关谷断层。2000年（平成12年），为阐明关谷断层在新活动时期的活动特征，日本活断层研究中心对该断层进行了实地考察。

## 活动历史
根据地震调查研究推进本部地震调查委员会的推定，关谷断层的上一次活跃期处于14世纪至17世纪之间。其中，1683年日光地震即发生在该活跃期内。该地震造成了大规模的滑坡，在震中附近形成了一个堰塞湖，当时名为五十里湖。该堰塞湖在40年后（即1723年）的一场大雨中决堤，造成宇都宫地区约千人遇难。